# Antonie Frederik Zurcher
Antonie Frederik Zurcher (Nieuwer-Amstel, 10 maart 1787 - Den Haag, 18 maart 1872) (niet te verwarren met de kunstschilder Antonie Frederik Zürcher) was een officiële wapentekenaar in dienst van de Hoge Raad van Adel. Zurcher is auteur van het Nederlandse rijkswapen van 1815-1816.

## Achtergrond
Zurcher, kind uit een graveursfamilie, begon zijn carrière in 1810 als militair tekenaar voor de topografische dienst bij de genie en de marine, waar hij in 1814 zijn ontslag kreeg. Kort daarna trad hij in dienst van de Hoge Raad van Adel. Hij werd op 2 augustus 1814 benoemd en zijn traktement bedroeg 600 gulden per jaar. Hij legde zijn eed af in handen van de president Van Spaen tijdens de vergadering van 30 augustus 1814.
Hij tekende duizenden familiewapens in drievoud en overheidswapens in tweevoud, voor het wapenregister. Aanvankelijk vond dat plaats onder toezicht van de Hoge Raad en liet de kwaliteit te wensen over. De oorzaak daarvan was deels de hoeveelheid werk die hij moest verrichten, deels de instructie om snel en nauwkeurig te werken. Hij moest de voorbeeldtekeningen zonder enige verandering natekenen, zodat er geen misverstanden zouden ontstaan. Daardoor tekende hij in deze periode zonder eigen inbreng en stijl. 
Op 1 januari 1853 werd de functie opgeheven onder invloed van politieke omstandigheden. De leden van de Hoge Raad kregen vanaf die datum een onbetaald ereambt. Zurcher werd in 1846 benoemd tot eerste klerk, met een arbeidsloon van 800 gulden per jaar. Daardoor kon hij zijn opdrachten ook na het opheffen van de functie 'wapentekenaar van de Hoge Raad van Adel' blijven uitvoeren. Latere tekenaars handhaafden de eenvormigheid van het werk geheel in de lijn van Zurcher; ingewikkeld bijwerk (zoals bijvoorbeeld schildhouders) bleef veelal achterwege of viel buiten het kader van de kolommen, omdat de afbeeldingen in voorgedrukte kolommen werden geschikt op zo'n wijze dat ieder schild een gelijk formaat kreeg, hetgeen ten koste ging van de esthetiek. Er is geen werk van hem bekend van na 1870. Zurchers opvolger Hendrik Frederik Sartor werkte op contractbasis.

## Afbeeldingen

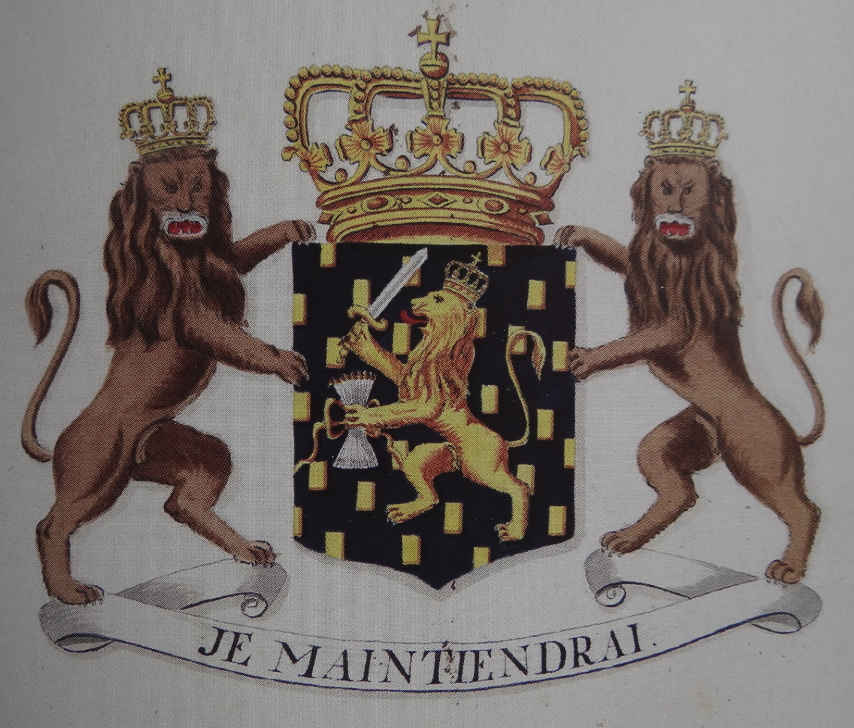
Rijkswapen naar ontwerp van Zurcher, later verbeterd door Henricus Wilhelmus Couwenberg
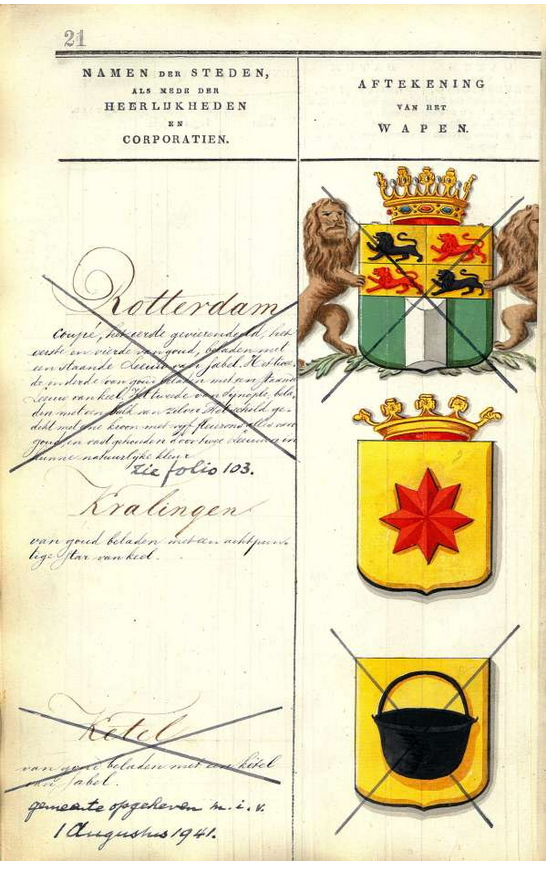
Kenmerkend werk van Zurcher, haastig schetsmatig getekend, het bijwerk (in dit geval de Rotterdamse schildhouder) valt buiten de kolom